# Souvenir (film, 2007)
Pour les articles homonymes, voir Souvenir.
Pour plus de détails, voir Fiche technique et Distribution.
Souvenir (hangeul : 천년학 ; hanja : 千年鶴 ; RR : Cheon-nyeon-hak ; MR : Ch‘ŏn-nyŏn-hak ; litt. « Millénaire ») est un film sud-coréen réalisé par Im Kwon-taek, sorti en 2007.
Il s'agit de l'adaptation de la nouvelle Le Vagabond de Sonhakdong (선학동 나그네) de Yi Chong-jun, troisième nouvelle d'un ensemble de cinq racontant l'histoire d'un musicien spécialisé dans le tambour traditionnel, à la recherche de sa sœur, Song-hwa, chanteuse de pansori, dont la première avait été adapée par le même réalisateur dans La Chanteuse de pansori (서편제, 1993).
Le Souvenir est le centième long métrage du réalisateur.

## Synopsis
Dans une auberge de Sunhak, le village où il a quitté son père adoptif, Yoo-bong, et sa sœur, il se remémore ses rencontres furtives avec sa sœur disparue. Après avoir quitté sa famille adoptive, Dong-ho a rejoint une troupe de musicien ambulants et s'est mis en couple avec une chanteuse du groupe. Mais il est toujours resté attaché à sa sœur qu'il aimait secrètement. Avec sa compagne il a eu un enfant, qui en fait était du chef de la troupe. Ce garçon mourra renversé par une voiture alors que son père est parti travailler au Moyen-Orient. Après le départ de Dong-ho, Song-hwa est devenue aveugle et le jeune homme pense que c'est son père adoptif qui en est volontairement responsable afin de lui parfaire sa maitrise du chant. Dong-ho est obsédé par une idée: retrouver sa sœur. Il va jusqu'à lui construire une maison adaptée à son handicap. Mais il découvre après cela qu'elle est probablement morte car elle a disparu du dernier village insulaire où on l'a vue.

## Fiche technique
Sauf indication contraire ou complémentaire, les informations mentionnées dans cette section peuvent être confirmées par les bases de données Korean Movie Database
- Titre original : 천년학, Cheon-nyeon-hak
- Titre français : Souvenir
- Réalisation : Im Kwon-taek
- Scénario : Kim Mi-yeong
- Musique : Yang Bang-ean (en)
- Direction artistique : Ju Byung-do
- Costumes : Lee Hye-ryeon
- Photographie : Jeon Il-seong
- Montage : Park Soon-duk
- Production : Kim Jong-won
- Production déléguée : Lee Hui-won
- Société de production : Kino2
- Sociétés de distribution : Prime Entertainment ; Wild Bunch Distribution (France)
- Pays de production :  Corée du Sud
- Langue originale : coréen
- Format : couleur
- Genre : drame
- Durée : 106 minutes
- Dates de sortie[2] :
  - Corée du Sud : 12 avril 2007
  - France : mai 2007 (Festival de Cannes) ; 23 juillet 2008 (sortie nationale)

## Distribution
- Jo Jae-hyeon
- Oh Jung-hae
- Oh Seung-eun
- Im Jin-taek
- Jang Min-ho
- Ryoo Seung-ryong
- Go Soo-hee
- Kwon Tae-won (ko)

## Accueil
Malgré les critiques favorables, Souvenir ne fut pas un succès du box-office,.